# Epsilonoides cosmetus
Epsilonoides cosmetus är en rundmaskart som beskrevs av Steiner 1931. Epsilonoides cosmetus ingår i släktet Epsilonoides och familjen Epsilonematidae. Inga underarter finns listade i Catalogue of Life.